# Monophlebidae

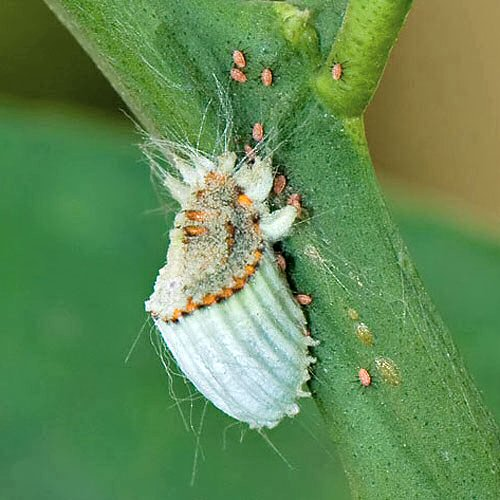
Icerya purchasi

Monophlebidae es una familia de insectos escamas o cochinillas, cocoideos. Se encuentran en la mayor parte del mundo, pero son más predominantes en los trópicos.
La especie Icerya purchasi es una importante plaga para la agricultura porque ataca muchas especies cultivadas de plantas, por ejemplo Citrus. Se ha difundido por todo el mundo desde Australia.

## Taxonomía
Anteriormente era considerada como una subfamilia de Margarodidae. Pero la familia Margarodidae presentaba una gran diversidad morfológica y biológica, por lo que Maskell reconoció a Monophlebidae como una familia separada en 1880. Estas cochinillas gigantes son morfológicamente diversas pero parecen ser un grupo monofilético.

## Huéspedes
Atacan una gran variedad de árboles y arbustos.

## Descripción
Tienen un cuerpo oval alargado, muchas especies miden hasta un centímetro de laro y la especie africana Aspidoproctus maximus alcanza 35 mm. Las hembras adultas tienen seis patas de color  oscuro y antenas conspicuas. La mayoría de los géneros están cubiertos de una capa cerosa, pero unas pocas especies no lo tienen. Varias especies forman una bolsa (ovisaco o marsupio).

## Ciclo vital
Infestan tallos, ramas y hojas de las plantas huéspedes. Las hembras suelen tener cuatro estadios de desarrollo y los machos cinco. El estadio de "prepupa" (ordinariamente Hemiptera carece de pupa y prepupa, pero en este grupo hay un estadio similar a la pupa) es móvil, a diferencia de otros insectos escamas. Pueden tener rudimentos de alas y las antenas están bien desarrolladas.

## Géneros
Tiene los siguientes géneros:
- Afrodrosicha
- Aspidoproctus
- Buchnericoccus
- Conifericoccus
- Corandesia
- Crypticerya
- Drosicha
- Drosichoides
- Echinicerya
- Etropera
- Gigantococcus
- Gueriniella
- Gullania
- Hemaspidoproctus
- Icerya
- Insulococcus
- Jansenus
- Labioproctus
- Laurencella
- Lecaniodrosicha
- Llaveia
- Llaveiella
- Matesovia
- Melaleucococcus
- Misracoccus
- Modicicoccus
- Monophlebidus
- Monophleboides
- Monophlebulus
- Monophlebus
- Nautococcus
- Neogreenia
- Neohodgsonius
- Nietnera
- Nodulicoccus
- Palaeococcus
- Paracoelostoma
- Paramoandesia
- Peengea
- Perissopneumon
- Protortonia
- Pseudaspidoproctus
- Sishania
- Steatococcus
- Tessarobelus
- Vrydagha
- Walkeriana